# Кучеренко Ілля Захарович
Ілля Захарович Кучеренко (1868 — ?) — селянський депутат I Державної думи від Подільської губернії.

## Біографія

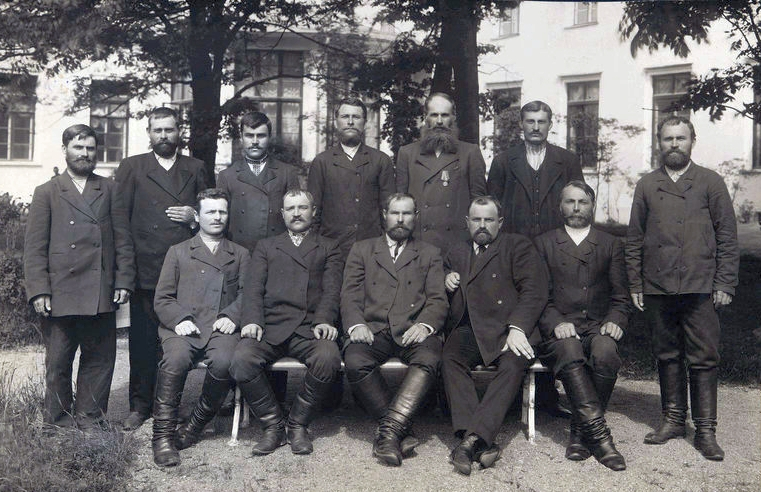
Депутати Державної думи I скликання від Подільської губернії. Стоять: Шепітка Д.І., Кучеренко І.З., Бей В.І., Гнатенко І. Г., Яременко П. Н., Косаренчук І. І., Рибачок О.Ф .; сидять: Романюк А. І., Кучер М. А., Штефанюк Л. Є., Заболотний І. К., Михаленко П. Н.

Православний українець, селянин села Сіньки Балтського повіту. Неписьменний.
27 березня 1906 р. був обраний до Першої Державної думи від загального складу вибірників Подільських губернських виборчих зборів. Входив до Трудової групи. Членом думських комісій був і з думської трибуни не виступав.
У 1908 за підбурювання односельців до нападу на поліцейського Кучеренка  було заарештовано і засуджено до 6 місяців ув'язнення. Подальша доля невідома.